# Přesličník přesličkolistý
Přesličník přesličkolistý (Casuarina equisetifolia) nebo také přesličník tichomořský, je rychle rostoucí jednodomý strom vysoký až 35 m. Svým vzhledem připomíná spíše velikou přesličku nebo zvláštní jehličnan než dvouděložnou listnatou dřevinu. Je jedním ze čtyř druhů tropického rodu přesličník.

## Výskyt
Tento druh pochází z jihovýchodní Asie (Indonésie, Malajsie, Myanmar, Filipíny, Thajsko, Vietnam, Čína, Papua Nová Guinea) , severovýchodní Austrálie a tichomořských ostrovů (Havaj, Melanésie, Polynésie). Pro svůj neobvyklý vzhled, tvrdé dřevo a odolnost proti větru byl naturalizován v Africe (Makaronésie, Egypt, Keňa, Jižní Afrika) i v Americe (jih Spojených států amerických, Mexiko, Kuba, Galapágy). Na Bahamách a Floridě je dokonce považován za invazní druh. Přesličník přesličkolistý často vytváří rozsáhlé lesy které jsou pro Evropana dost neobvyklé.
Obvykle roste na písčitém pobřeží, je však tolerantní k půdním podmínkám. Je schopen růst v suchých, zasolených nebo vápnitých půdách stejně dobře jako ve výše položených oblastech na vulkanické půdě. Prospívá i na místech s pravidelnými bohatými dešťovými srážkami.

## Popis
Jednodomý, ve stáří mohutný strom o průměru až 70 cm se šupinatou, šedohnědou až černou kůrou. Na silných kořenech jsou symbiotické bakterie zachycující vzdušný dusík. Koruna je velmi řídká, jemně větvená. Mladé větvičky vyrůstají vzpřímeně, později se stávají převislé, jsou až 30 cm dlouhé a dělené do internodií po 5 až 13 cm. Silně redukované trojúhelníkovité šupinovité listy 0,5 až 1 mm dlouhé rostou po 7 nebo 8 v přeslenech v uzlinách větviček.
Drobné samčí květy rostou v jehnědách které mohou obsahovat až 40 přeslenů s květy které mají pouze jednu tyčinku s prašníkem. Samičí květy jsou v kulovitých strboulech na stopkách; květ má červenou bliznu. V mládí jemně chlupaté plodenství je šištice dlouhá 10 až 25 mm o průměru 10 až 15 mm. K anemogamickému opylení dochází v dubnu.
Zralá dřevnatá plodenství jsou hnědá a obsahují asi 8 mm dlouhé dvounažky s blanitými křidélky která jsou dvakrát delší než semeno. Rostliny se poměrně snadno rozmnožují semeny vysetými do vlhké půdy.

## Význam
V suchých oblastech a na pobřežích svými hlubokými kořeny dobře zpevňují půdu a odolávají větru. V Egyptě a Iráku jsou z nich sázeny větrolamy které zabraňují rozšiřování písku na úrodnou půdu a na Floridě chrání citrusové plantáže před silným větrem. Dřevo se pro svou tvrdost a houževnatost používá k výrobě nábytků, železničních pražců a namáhaných dílů nářadí, menší kusy jsou oblíbeným palivem. Polynésané z kmenů vyráběli nezničitelné kánoe, z větví zbraně a z kůry hnědé barvivo.
Přesličníky přesličkolisté jsou vysazovány také v subtropických zemích jako okrasné stromy nebo bývají tvarovány do bonsají.

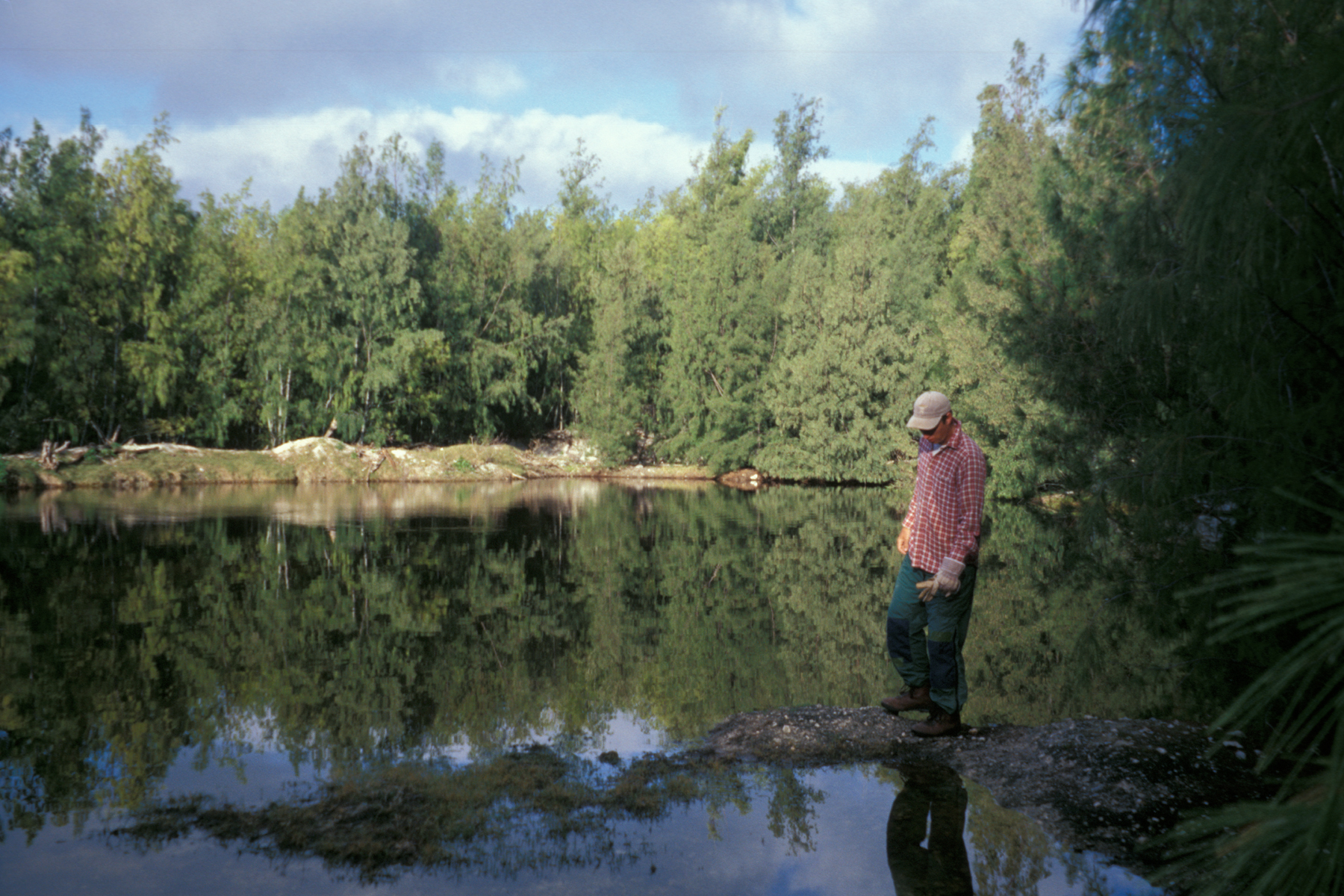
Les přesličníků
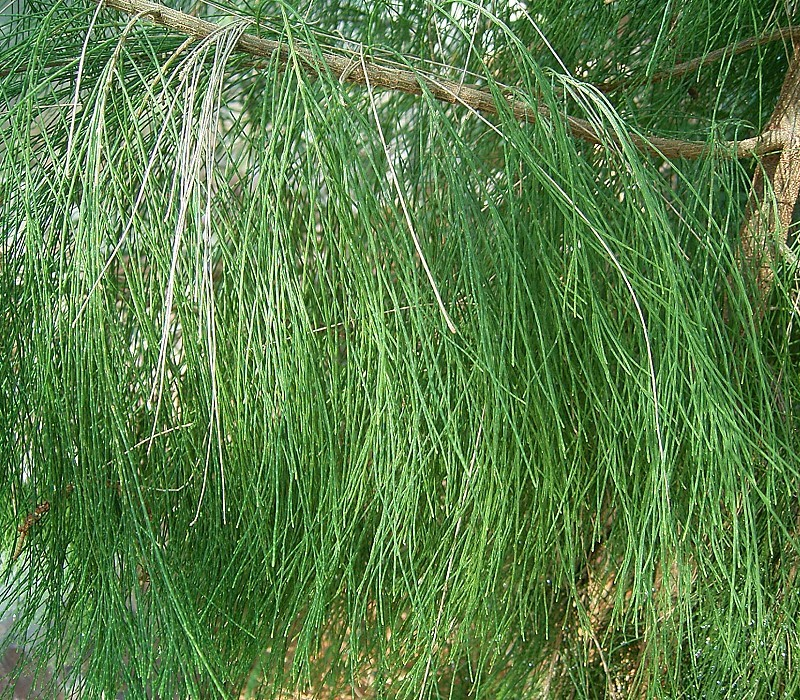
Převislé větvičky s listy
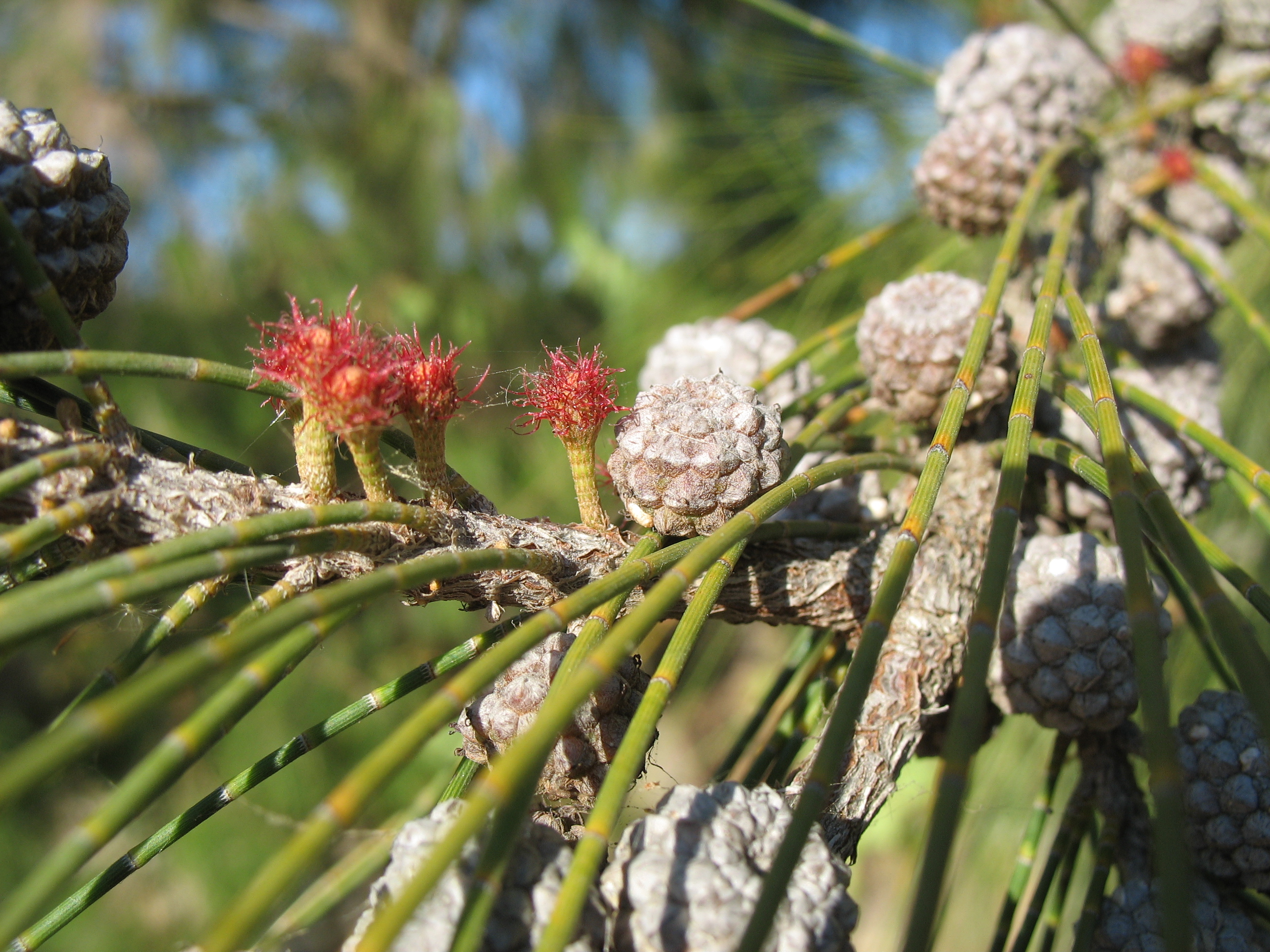
Červené strbouly samičích květů
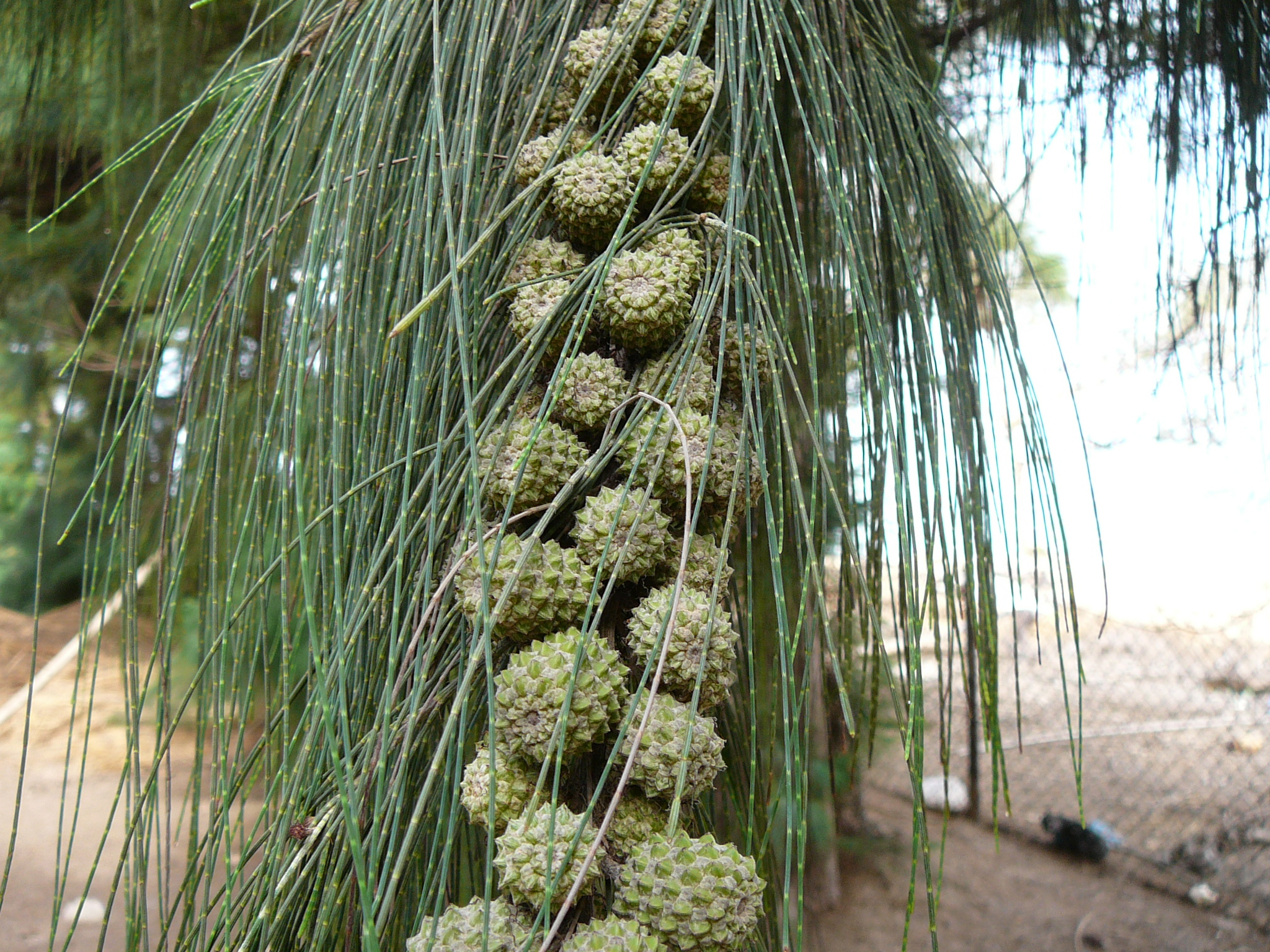
Dozrávající plodenství